# Haworthia arachnoidea var. scabrispina
Haworthia arachnoidea var. scabrispina, és una varietat de Haworthia arachnoidea del gènere Haworthia de la subfamília de les asfodelòidies.

## Descripció
Haworthia arachnoidea var. scabrispina té una roseta arrodonida, que s'aixeca sobre el sòl, amb una mida de fins a 12 cm de diàmetre. Té nombroses fulles de color verd fosc que estan cobertes d'espines dures i rígides. Les plantes més joves són més blanques, quan creixen, les espines tendeixen a tenir un color marró. Creix de forma solitària o de vegades forma petits grups.

## Distribució i hàbitat
Aquesta varietat creix a la província sud-africana del Cap Occidental; concretament es troba a l'àrea al voltant de Laingsburg i a l'est. Recentment es va descobrir una localitat a més de 80 quilòmetres a l'est de l'estació de Koup, que amplia la seva distribució de manera significativa. Creix normalment en vessants orientats al sud amb més ombra. S'ha comprovat que les plantes creixent sota arbustos o totalment exposades a les roques; això era a prop de la presa de Floriskraal. Coexisteix amb H. pehlemanniae, prop de Laingsburg i al sud de la ciutat, on creix molt a prop de H. lockwoodii, H. viscosa, i H. archeri. Prop de l'estació de Koup creix juntament amb H. albispina.

## Taxonomia
Haworthia arachnoidea var. scabrispina  va ser descrita per Martin Bruce Bayer i publicat a Haworthia Revisited 34, a l'any 1999.
Etimologia
Haworthia: nom en honor del botànic britànic Adrian Hardy Haworth (1767-1833).
arachnoidea: epítet llatí que vol dir "semblant a una teranyina".
var. scabrispina: epítet llatí que significa "d'espines aspres".
Sinonímia
- Haworthia arachnoidea var. gigas[1]